# Arrondissement administratif de Tournai
L'arrondissement administratif de Tournai est un ancien arrondissement administratif de la province de Hainaut en Région wallonne (Belgique).
Cet arrondissement administratif fait partie de l'arrondissement judiciaire du Hainaut.

## Histoire
L'arrondissement de Tournai a été créé en 1800 sous l'occupation française comme le premier arrondissement du département de Jemmapes. Il regroupait les cantons d'Antoing, Ath, Celles, Ellezelles, Frasnes, Lessines, Leuze, Péruwelz, Quevaucamps, Templeuve et Tournai.
En 1818, les arrondissements d'Ath et de Soignies furent créés. Le canton de Lessines fut rattaché à l'arrondissement de Soignies.

Les cantons de Ath, Ellezelles, Frasnes et Quevaucamps formèrent l'arrondissement d'Ath.

Les cantons de Antoing, Celles, Leuze, Péruwelz, Templeuve et Tournai forment l'arrondissemment de Tournai résiduel.
L'arrondissement est fusionné le 1er janvier 2019 avec l'arrondissement administratif de Mouscron pour former l'arrondissement administratif de Tournai-Mouscron par décret du 25 janvier 2018 modifiant des articles relatifs au code de la démocratie locale et de la décentralisation de la région wallonne,.

## Communes et leurs sections

### Communes
- Antoing
- Brunehaut
- Celles
- Estaimpuis
- Leuze-en-Hainaut
- Mont-de-l'Enclus
- Pecq
- Péruwelz
- Rumes
- Tournai

### Sections
- Amougies
- Anserœul
- Antoing
- Bailleul
- Barry
- Baugnies
- Beclers
- Blandain
- Bléharies
- Blicquy
- Bon-Secours
- Braffe
- Brasménil
- Brunehaut
- Bruyelle
- Bury
- Callenelle
- Calonne
- Celles
- Chapelle-à-Oie
- Chapelle-à-Wattines
- Chercq
- Ere
- Escanaffles
- Esplechin
- Esquelmes
- Estaimbourg
- Estaimpuis
- Évregnies
- Fontenoy
- Froidmont
- Froyennes
- Gallaix
- Gaurain-Ramecroix
- Grandmetz
- Guignies
- Havinnes
- Hérinnes
- Hertain
- Hollain
- Howardries
- Jollain-Merlin
- Kain
- La Glanerie
- Lamain
- Laplaigne
- Leers-Nord
- Leuze
- Lesdain
- Marquain
- Maubray
- Maulde
- Melles
- Molenbaix
- Mont-Saint-Aubert
- Mourcourt
- Néchin
- Obigies
- Orcq
- Orroir
- Pecq
- Péronnes-lez-Antoing
- Péruwelz
- Pipaix
- Popuelles
- Pottes
- Quartes
- Ramegnies-Chin
- Rongy
- Roucourt
- Rumes
- Rumillies
- Russeignies
- Saint-Léger
- Saint-Maur
- Taintignies
- Templeuve
- Thieulain
- Thimougies
- Tournai
- Tourpes
- Vaulx
- Velaines
- Vezon
- Warchin
- Warcoing
- Wasmes-Audemez-Briffœil
- Wez-Velvain
- Wiers
- Willaupuis
- Willemeau